# NGC 2219
NGC 2219 је расејано звездано јато у сазвежђу Једнорог које се налази на NGC листи објеката дубоког неба.
Деклинација објекта је - 4° 40' 36" а ректасцензија 6h 23m 44,3s. Привидна величина (магнитуда) објекта NGC 2219 износи 10,7.